# 小行星8824
小行星8824（8824 Genta）是一颗绕太阳运转的小行星，为主小行星带小行星。该小行星于1988年1月发现。

## 轨道参数
小行星8824的轨道半长轴为419 206 622 km（2.8021833 UA），离心率为0.17。